# 산폴로 교회

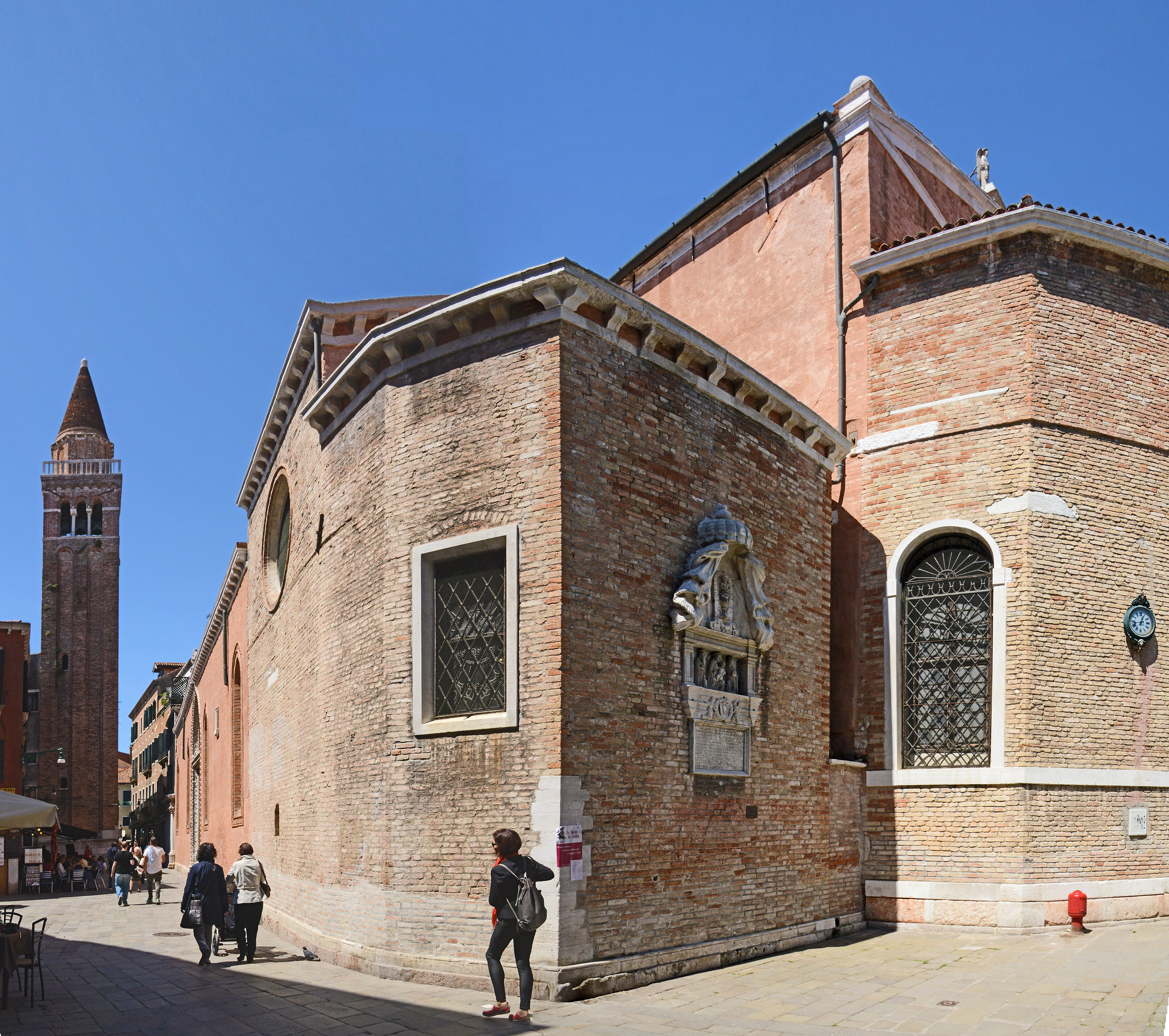
산폴로 교회

산폴로 교회(이탈리아어: Chiesa di San Polo 키에사 디 산폴로[*])는 이탈리아 북동부 베네치아 산폴로 지역에 위치한 교회이다. 파울로스에게 전념한다.